# Рабеманандзара, Жак
Жак Рабеманандза́ра (13 июня 1913, Мангабе, Мароантсера — 2 апреля 2005, Париж, Франция) — мадагаскарский поэт, писатель и политический деятель, один из крупнейших мадагаскарских писателей XX века, представитель негритюда. Свои произведения писал на французском языке.

## Биография
Родился в семье католического вероисповедания, после окончания средней школы на островке Сент-Мари получил религиозное образование в Антананариву в 1927—1935 годах, намереваясь стать священником. Тем не менее ещё во время обучения он несколько изменил свои предпочтения и заинтересовался журналистикой, а с 1935 года всё больше интересовался политикой и литературой. В 1935—1936 годах пытался издавать ежемесячный журнал «Revue des Jeunes de Madagascar»; вышло 10 выпусков, однако затем колониальные власти запретили дальнейший выход журнала. В 1939 году был направлен представлять Мадагаскар (бывший в то время французской колонией) в Париже на торжествах, посвящённых годовщине Великой Французской революции. Поскольку в это время уже шла Вторая мировая война, он не смог вернуться домой и остался во Франции до 1946 года. В период оккупации страны нацистами работал в министерстве колоний и получил французское гражданство; также продолжил своё образование в Сорбонне, получив по окончании учёную степень в области управления. Во время учёбы познакомился с Леопольдом Сенгором и Аленом Дюопом. Дважды, в 1945 и 1946 годах, избирался в Учредительное собрание Франции депутатом от Мадагаскара. В 1946 году познакомился с Расетой и Равуаханги, вместе с которыми стал одним из основателей политического движения MDRM («Демократическое движение за малагасийское возрождение»), сыгравшего важную роль в становлении малагасийской государственности.
В 1947 году, после Мадагаскарского восстания и его подавления, был арестован французскими властями по обвинению в подстрекательстве к восстанию (хотя сам призывал восставших сложить оружие) и приговорён к пожизненной каторге; в заключении написал несколько произведений, в 1956 году был помилован, но с запретом возвращаться на Мадагаскар. Принял участие в первом международном конгрессе чернокожих деятелей искусства в Париже.
После получения Мадагаскаром независимости в июле 1960 года вернулся на родину, где сразу же оказался вовлечён в политическую деятельность. Был с октября 1960 по 1965 год министром национальной экономики, с августа 1965 по 1967 год занимал пост министра сельского хозяйства, с июля 1967 по май 1972 года — министра иностранных дел (при этом с 1971 года был вице-президентом). С 1963 года также занимал пост председателя Совета министров афро-малагасийского Союза, а в 1965 году был избран мэром Таматавы. После революции на Мадагаскаре и установления военной диктатуры в октябре 1972 года по собственной воле эмигрировал из страны, прожив во Франции 20 лет. В 1992 году вернулся на Мадагаскар, где стал кандидатом в президенты на выборах, но набрал лишь 2,9 % голосов.
Основным мотивом литературного творчества Рабеманандзары является антиколониализм. Его перу принадлежат поэтические сборники «Семиструнная лира» (1948), «Тысячелетний обряд» (1955), «Противоядие» (1961), также поэмы «Антза» (1948, русские переводы — 1961, 1973), «Ламба» (1956, русские переводы — 1958, 1961, 1968), трагедия «Мореходы зари» (1957). Из его публицистических произведений известны эссе «Культурные основы мальгашского национализма» (1958) и «Есть ли ещё польза от негритюда?» (1969). Написал также книгу сонетов «Суды божьи» (1973), в которой описаны жестокие пытки предполагаемых преступников в Европе времён Средних веков.